# ملعب بود ماليم بردوم
ملعب بود ماليم بردوم هو ملعب متعدد الأغراض في بتروفاتس، الجبل الأسود. يتم استخدامه حالياً لمباريات كرة القدم ويعتبر المبلعب الرسمي لنادي بتروفاتس لكرة القدم. المنصة الوحيدة للملعب لديها القدرة على استعياب 1,500 متفرج. وهو مؤهل لاستضافة مباريات ينظمها الاتحاد الأوروبي لكرة القدم (يويفا).